# Deutscher Sprachatlas
Der Deutsche Sprachatlas (DSA) ist ein Sprachatlas der Dialekte, die im ehemaligen Deutschen Kaiserreich sowie in angrenzenden Regionen gesprochen werden, und ist zugleich Namensgeber für das heute dahinter stehende Institut, das Forschungszentrum Deutscher Sprachatlas der Universität Marburg.
Der DSA (Werk und Institut) geht auf den von Georg Wenker (1852–1911) seit 1876 vorbereiteten und ab 1878 erhobenen Sprachatlas des Deutschen Reichs zurück. Mit seinen über 40.000 Erhebungsorten (und weiteren Orten aus den Nacherhebungen in deutschen Sprachgebieten außerhalb des Deutschen Reichs) stellt er die umfassendste Gesamterhebung der Dialekte einer Sprache weltweit dar. Unter dem Projektnamen Digitaler Wenker-Atlas (DiWA) wurde das Material im Internet zugänglich gemacht; heute ist es unter Regionalsprache.de (REDE) einsehbar.

## Methodik
Der DSA verwendete die Methodik der indirekten Befragung. Die Erhebung wurde durchgeführt, indem an die Lehrer sämtlicher Schulorte ein Fragebogen mit Sätzen geschickt wurde, die in den örtlichen Dialekt übersetzt werden sollten. Die Sätze waren so zusammengestellt, dass typische lautliche und ausgewählte grammatische Eigenschaften der betreffenden Dialekte in der Übersetzung hervortreten mussten. Wurde beispielsweise im Fragebogen das Wort Äpfelchen vorgegeben, so war zu erwarten, dass in Gebieten, in denen sprachhistorisch der Plosiv /p/ nicht zur Affrikate /pf/ verschoben wurde, die Schüler eine Form mit inlautendem /p/ schreiben würden. In der Summe solcher Dialektmerkmale sollten sich einzelne Sprachlandschaften voneinander abgrenzen lassen.
Die Erhebung wurde in verschiedenen Etappen mit unterschiedlichen Fragebogen durchgeführt. Zunächst wurde die nähere und weitere Umgebung Düsseldorfs im Jahr 1876 mit einem Fragebogen untersucht, der 42 Sätze umfasste (rheinische Sätze). 1877 wurde ganz Westfalen mit einem Bogen erhoben, der 38 Sätze umfasste (westfälische Sätze), und schließlich 1879 und 1880 Nord- und Mitteldeutschland mit einem Bogen mit 40 Sätzen („Wenkersätze“ im eigentlichen Sinne). Bis 1887 folgte die Erhebung Süddeutschlands mit einem Bogen, in dem zusätzlich zu den 40 Wenkersätzen noch einzelne Stichwörter abgefragt wurden (z. B. Wochentage, Zahlwörter).

## Material

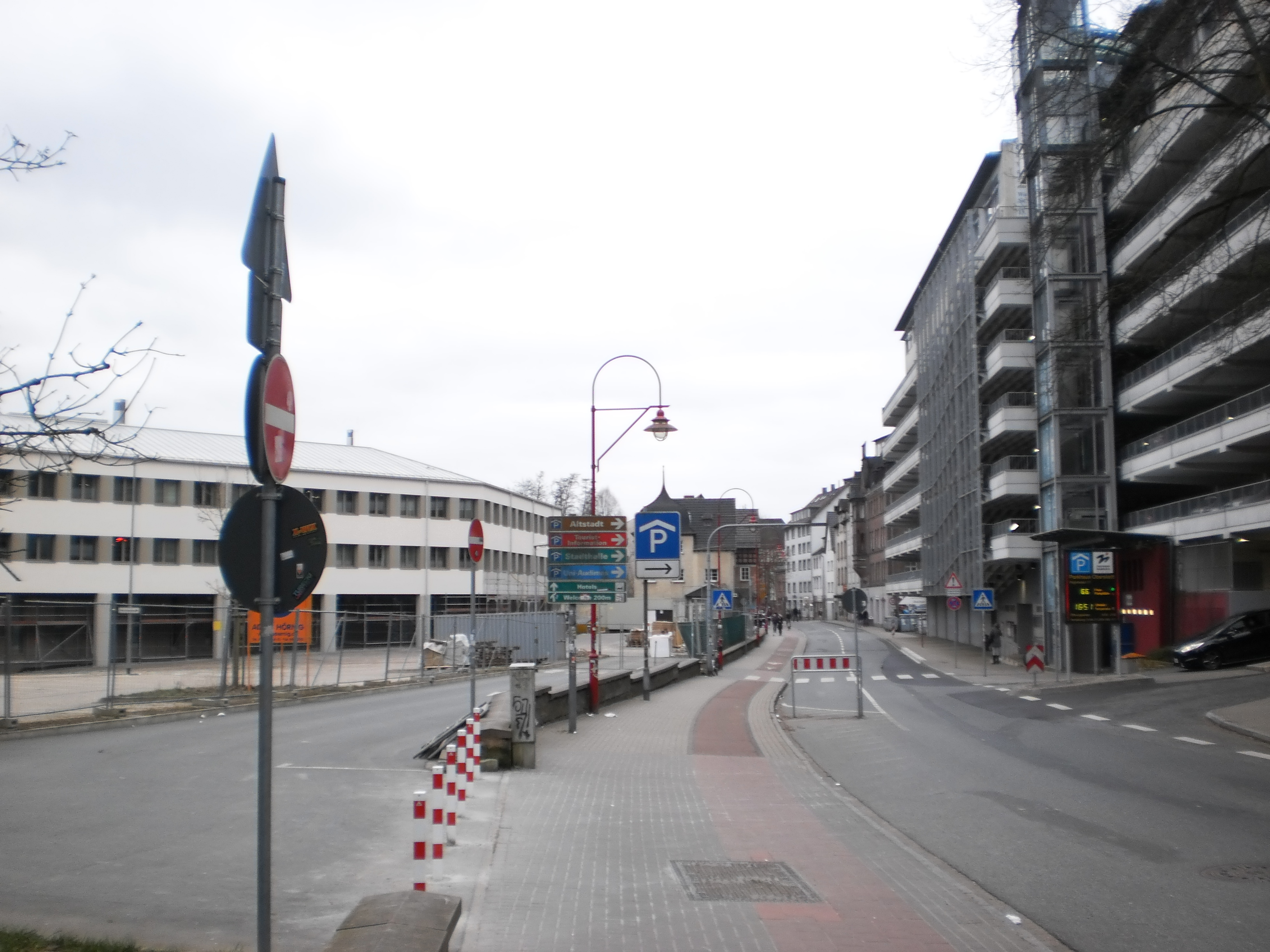
Neubau für den Deutschen Sprachatlas in Marburg (links)
gegenüber Parkhaus am Pilgrimstein (unterhalb der Altstadt rechts)

Nach Abschluss der Erhebungen im Deutschen Reich 1887 lagen insgesamt 44.251 Fragebogen aus 40.736 Schulorten vor. Neben den hoch- und niederdeutschen Formularen gingen auch 2.050 fremdsprachige Bogen ein, da das damalige deutsche Reich insbesondere in seiner Peripherie zahlreiche sprachliche Minderheiten beheimatete (Jiddisch, Nord- und Ostfriesisch sowie Südjütisch rechnete Wenker selbst im weitesten Sinne zum Deutschen, darüber hinaus gab es Einsendungen in französischer, litauischer, lettischer, kaschubischer, sorbischer und tschechischer Sprache). Für die deutschen Sprachgebiete außerhalb des Deutschen Reiches wurden eigene Nacherhebungen vorgenommen: 1888 in Luxemburg (325 Bogen), von 1926 bis 1933 im Sudetenland (2.854 Bogen), in Österreich (3.628 Bogen), in Liechtenstein (24 Bogen), im Burgenland (28 Bogen), im Gottscheer Land (35 Bogen), in der Schweiz (1.785 Bogen), in Polen jenseits der alten Reichsgrenze (396 Bogen), in Südtirol (485 Bogen) und in den sieben und dreizehn Gemeinden der zimbrischen Mundarten in Norditalien (je ein Bogen).  Damit wurden insgesamt 51.480 Bogen aus 49.363 Orten mit einer deutschsprachigen Bevölkerung erhoben. Inzwischen liegen Wenkerbogen aus weiteren deutschen Sprachinseln im Ausland (z. B. Russland) vor. Ab 1924 in Belgien und ab 1934 in den Niederlanden wurden zudem Wenkersätze in niederländischer und westfriesischer Sprache erhoben.
Das gesamte Material ist im Forschungszentrum Deutscher Sprachatlas archiviert.

## Geschichte
- 1876 versendet Wenker an die Schulen im Rheinland einen Fragebogen mit 42 kurzen Sätzen, die er mit Hilfe der Lehrer in die jeweiligen Ortsdialekte übersetzen lässt.
- Aus diesen Arbeiten entsteht eine Dialectkarte der nördlichen Rheinprovinz, 1878 dann der Sprach-Atlas der Rheinprovinz nördlich der Mosel sowie des Kreises Siegen.
- 1879 legt er als Bibliothekar der Universitätsbibliothek Marburg dem Preußischen Kultusminister in Berlin den Plan für eine Ausweitung des Unternehmens auf ganz Preußen vor und erhält auch Unterstützung.
- 1881 Beginn der Vorarbeiten für einen Sprachatlas von Nord- und Mitteldeutschland
- 1887 Ausdehnung des Erhebungsgebiets auf das gesamte Deutsche Reich
- Zwischen 1888 und 1923 Eintragung der erhobenen Daten in 1668 handgezeichnete, farbige Karten
- Bis 1939 Erfassung der deutschsprachigen Gebiete Mitteleuropas außerhalb der Reichsgrenzen
- 1927–1956 Publikation einer reduzierten Schwarz-Weiß-Version
- 1984–1999 Neubearbeitung ausgewählter Fragebögen aus Wenkers Erhebung im Rahmen des Kleinen Deutschen Sprachatlasses (KDSA)
- Vollständige Online-Publikation der Karten seit 2001 im Rahmen des Projekts Digitaler Wenker-Atlas (DiWA)
- 2013–2014 abschließende Publikation der neu aufgefundenen Kartenkommentare und erläuternden Texte

## Bedeutung des DSA
Die dialektologischen Forschungen an der Universität Marburg hatten einen großen Einfluss auf die deutsche Dialektologie. Aufgrund der Sprachatlasmaterialien wurden die Grundzüge der dialektalen Gliederung des deutschen Sprachraums sowie wesentliche Ergebnisse der Laut- und Formengeschichte des Deutschen erarbeitet. Außerdem brachte die Methodik in der Datenerhebung mittels Fragebögen und der Datenauswertung in Karten einen entscheidenden Fortschritt. Der Vorteil der Methodik liegt in der extrem hohen Belegdichte, da nahezu jeder Schulort des damaligen Deutschen Reiches sowie zahlreiche Schulorte außerhalb des Reiches erfasst wurden.
Die Kritik an der Methodik kristallisiert sich vor allem an der indirekten Befragung. Die Dialekte mussten mittels des normalen Alphabets geschrieben werden, was keinen Raum für linguistische Feinheiten lässt. So entziehen sich viele Dialekterscheinungen (zum Beispiel Vokaldauer, Akzentuierung, Konsonantenschwächung) weitgehend dem Zugriff des Sprachatlas. Außerdem wurden die Fragebögen von linguistisch nicht geschulten Lehrern ausgefüllt, die zudem selbst entscheiden konnten, ob sie im örtlichen Dialekt kompetent genug waren oder ob sie weitere Informanten hinzunahmen. Somit stellt sich das Problem der Laienverschriftung ebenso wie die fehlende Informantenverifikation.
Die Spezifika des DSA treten nicht zuletzt im Vergleich zu dem nahezu synchron erhobenen Atlas linguistique de la France von Jules Gilliéron (1854–1926) hervor, der in mehrfacher Hinsicht eine methodologische Alternative darstellt. Gilliéron gab der direkten Datenerhebung den Vorzug. Nur eine Person, der phonetisch geschulte Explorator Edmond Edmont (1849–1926), führte von 1897 bis 1901 die gesamte Erhebung durch. Dies ermöglichte eine präzise phonetische Transkription, allerdings musste das Ortsnetz sehr viel großmaschiger ausfallen als bei Wenker (639 Orte statt 40.000). Die weitere methodologische Entwicklung, nicht nur international, sondern auch in Deutschland, folgte der französischen Methode, wonach man die Daten zumeist in direkter Befragung durch Sprachwissenschaftler erhob.
Die Wenker-Daten wurden in jüngerer Zeit recht eigentlich wiederentdeckt. Der Marburger Sprachwissenschaftler Alfred Lameli wertete die Wenker-Daten in arealtypologischer Hinsicht aus und konnte mittels der Anwendung eines differenzierten Arsenals quantitativer Methoden Abstand und Nähe der verschiedenen hoch-, mittel- und niederdeutschen Dialekte deutlich machen. Der früher in Marburg tätige Jürg Fleischer wertete in einem von einem Opus-magnum-Stipendium der Volkswagenstiftung unterstützten Projekt die Wenkersätze in syntaktischer und morphosyntaktischer Hinsicht aus; von Wenker und seinen Mitarbeitern und Nachfolgern waren diese lediglich in lautlicher, morphologischer und lexikalischer Hinsicht ausgeschöpft worden. Das Projekt ermöglicht somit eine erstmalige Gesamtübersicht syntaktischer Phänomene in den Dialekten des gesamten deutschen Sprachgebiets.

## Digitaler Wenker-Atlas
Der Digitale Wenker-Atlas (DiWA) ist das Ziel eines Projekts, bei dem alle Karten des DSA verfilmt, digitalisiert und geokodiert werden. Damit wird die Erhaltung der erarbeiteten Daten erreicht, denn der DSA ist gefährdet, weil er nur in zwei Originalen existiert und die in den Kartensätzen verwendeten 22 Farben zu verblassen beginnen. Die Karten, die aus technischen und finanziellen Gründen nie vollständig publiziert wurden, werden über das Internet einer breiten Öffentlichkeit zugänglich gemacht. Durch die Einbindung von Tonaufnahmen der Wenkersätze soll eine interaktive multimediale Erlebniswelt entstehen.
Durch die Geokodierung bildet der Digitale Wenker-Atlas ein Geografisches Informationssystem (GIS), das neuartige Analysemöglichkeiten bietet. Die Sprachkarten können mit gleichartig kodiertem Material in Verbindung gebracht werden, unter anderem mit kulturhistorischen und demografischen Informationen. Das historische Material der Wenker-Karten kann mit Karten aus Erhebungen für moderne Regionalatlanten überlagert werden, wodurch sich die Dialektentwicklung in zeitlicher und räumlicher Perspektive untersuchen lässt. Das im Jahr 2001 gestartete Projekt DiWA ist beim Forschungszentrum Deutscher Sprachatlas in Marburg angesiedelt und wird über die Deutsche Forschungsgemeinschaft finanziert. Bereits 2003 waren die 576 Karten online einsehbar, wofür 1 Terabyte an Daten bereitgehalten wird.

## Wenkersätze
Endgültige Fassung der Wenkersätze (1880):
- 1. Im Winter fliegen die trocknen Blätter durch die [süddeutsche Erhebung: in der] Luft herum.
- 2. Es hört gleich auf zu schneien, dann wird das Wetter wieder besser.
- 3. Thu Kohlen in den Ofen, daß die Milch bald an zu kochen fängt.
- 4. Der gute alte Mann ist mit dem Pferde durch’s Eis gebrochen und in das kalte Wasser gefallen.
- 5. Er ist vor vier oder sechs Wochen gestorben.
- 6. Das Feuer war zu heiß [süddt. Erhebung: stark], die Kuchen sind ja unten ganz schwarz gebrannt.
- 7. Er ißt die Eier immer ohne Salz und Pfeffer.
- 8. Die Füße thun mir sehr weh, ich glaube, ich habe sie durchgelaufen.
- 9. Ich bin bei der Frau gewesen und habe es ihr gesagt, und sie sagte, sie wollte es auch ihrer Tochter sagen.
- 10. Ich will es auch nicht mehr wieder thun!
- 11. Ich schlage Dich gleich mit dem Kochlöffel um die Ohren, Du Affe!
- 12. Wo gehst Du hin, sollen wir mit Dir gehn?
- 13. Es sind schlechte Zeiten.
- 14. Mein liebes Kind, bleib hier unten stehn, die bösen Gänse beißen Dich todt.
- 15. Du hast heute am meisten gelernt und bist artig gewesen, Du darfst früher nach Hause gehn als die Andern.
- 16. Du bist noch nicht groß genug, um eine Flasche Wein auszutrinken, Du mußt erst noch ein Ende [süddt. Erhebung: etwas] wachsen und größer werden.
- 17. Geh, sei so gut und sag Deiner Schwester, sie sollte die Kleider für eure Mutter fertig nähen und mit der Bürste rein machen.
- 18. Hättest Du ihn gekannt! dann wäre es anders gekommen, und es thäte besser um ihn stehen.
- 19. Wer hat mir meinen Korb mit Fleisch gestohlen?
- 20. Er that so, als hätten sie ihn zum dreschen bestellt; sie haben es aber selbst gethan.
- 21. Wem hat er die neue Geschichte erzählt?
- 22. Man muß laut schreien, sonst versteht er uns nicht.
- 23. Wir sind müde und haben Durst.
- 24. Als wir gestern Abend zurück kamen, da lagen die Andern schon zu Bett und waren fest am schlafen.
- 25. Der Schnee ist diese Nacht bei uns liegen geblieben, aber heute Morgen ist er geschmolzen.
- 26. Hinter unserm Hause stehen drei schöne Apfelbäumchen mit rothen Aepfelchen.
- 27. Könnt ihr nicht noch ein Augenblickchen auf uns warten, dann gehn wir mit euch.
- 28. Ihr dürft nicht solche Kindereien treiben!
- 29. Unsere Berge sind nicht sehr hoch, die euren sind viel höher.
- 30. Wieviel Pfund Wurst und wieviel Brod wollt ihr haben?
- 31. Ich verstehe euch nicht, ihr müßt ein bißchen lauter sprechen.
- 32. Habt ihr kein Stückchen weiße Seife für mich auf meinem Tische gefunden?
- 33. Sein Bruder will sich zwei schöne neue Häuser in eurem Garten bauen.
- 34. Das Wort kam ihm von Herzen!
- 35. Das war recht von ihnen!
- 36. Was sitzen da für Vögelchen oben auf dem Mäuerchen?
- 37. Die Bauern hatten fünf Ochsen und neun Kühe und zwölf Schäfchen vor das Dorf gebracht, die wollten sie verkaufen.
- 38. Die Leute sind heute alle draußen auf dem Felde und mähen [oder: mähen/hauen].
- 39. Geh nur, der braune Hund thut Dir nichts.
- 40. Ich bin mit den Leuten da hinten über die Wiese ins Korn gefahren.

Süddeutschland: Als zusätzliche Lemmata wurden heiß, nein, blau, grau, hauen, Hand, Hanf, Helm, Flachs, er wächst, Besen, Pflaumen, Brief, Hof, jung, krumm, Sonntag, Montag, Dienstag, Mittwoch, Donnerstag, Freitag, Samstag, elf, fünfzehn, sechzehn und fünfzig erhoben. Außerdem wurden Nasalierung, geschlossenes vs. offenes /e/, apikales vs. uvulares /r/, stimmhaftes vs. stimmloses /s/, Lenis vs. Fortis und dialektale Aussprache des Ortsnamens abgefragt.
Luxemburg: Hier wurden Norden, irden, morden, Vorderbein, mit seinen Pferden, Herde, Hirten, Gürtel, Karten, die harten Wörter, Gartenbohne, Kraft, Luft, stiften, Hintergeschirr (vom Pferde) und du haust als zusätzliche Lemmata abgefragt. Die Lemmata Brief, Hof fielen weg.
Schweiz: Für die Erhebung der Schweiz wurde der süddeutsche Bogen um das Lemma Kartoffel ergänzt.

## Leiter des DSA
1876–1911: Georg Wenker
1911–1929: Ferdinand Wrede
1930–1933: Hermann Jacobsohn (kommissarisch)
1933–1947: Walther Mitzka
1947–1951: Luise Berthold (kommissarisch)
1951–1956: Walther Mitzka
1956–1973: Ludwig Erich Schmitt
1973–1979: Reiner Hildebrandt
1979–1987: Wolfgang Putschke
1983–1986: Walter Haas
1987–1995: Joachim Göschel
1995–1998: Reiner Hildebrandt
2000–2020: Jürgen Erich Schmidt
seit 2020: Alfred Lameli
(von 1973 bis 1998 übernahm ein Direktorium die Leitung, 1999 war die Institutsleitung unbesetzt)

## Schriften
- Georg Wenker: Das rheinische Platt. Den Lehrern des Rheinlandes gewidmet. Selbstverlag, Düsseldorf 1877.
- Sprach-Atlas der Rheinprovinz nördlich der Mosel sowie des Kreises Siegen. Nach systematisch aus ca. 1500 Orten gesammeltem Material zusammengestellt, entworfen und gezeichnet von Dr. Georg Wenker. Marburg 1878.
- Sprach-Atlas von Nord- und Mitteldeutschland. Auf Grund von systematisch mit Hilfe der Volksschullehrer gesammeltem Material aus circa 30.000 Orten bearbeitet, entworfen und gezeichnet von Georg Wenker. Abth. I, Lief. 1. Straßburg/London 1881.
- Georg Wenker: Sprachatlas des Deutschen Reichs. Handgezeichnetes Original von Emil Maurmann, Georg Wenker und Ferdinand Wrede. Marburg 1889–1923. Publiziert als Digitaler Wenker-Atlas (DiWA) auf www.regionalsprache.de.
- Otto Bremer: Beiträge zur Geographie der deutschen Mundarten in Form einer Kritik von Wenkers Sprachatlas des deutschen Reichs. Breitkopf & Härtel, Leipzig 1895.
- Deutscher Sprachatlas (DSA). Auf Grund des Sprachatlas des deutschen Reichs von Georg Wenker begonnen von Ferdinand Wrede, fortgesetzt von Walther Mitzka und Bernhard Martin. Elwert, Marburg 1927–1956.
- Deutscher Wortatlas (DWA). Von Walther Mitzka [ab Band 5 von Walther Mitzka und Ludwig Erich Schmitt, Bände 21 und 22 hrsg. von Reiner Hildebrandt]. Schmitz, Gießen 1951–1980.
- Bernhard Martin: Die deutschen Mundarten. Elwert, Marburg ²1959.
- Viktor M. Schirmunski: Deutsche Mundartkunde. Vergleichende Laut- und Formenlehre der deutschen Mundarten. Aus dem Russischen übersetzt und wissenschaftlich bearbeitet von Wolfgang Fleischer. Akademie-Verlag, Berlin 1962. Neue Ausgabe unter dem Titel: Deutsche Mundartkunde. Hrsg. und kommentiert von Larissa Naiditsch. Peter Lang, Frankfurt am Main 2010, ISBN 978-3-631-59973-0.
- Ulrich Knoop, Wolfgang Putschke, Herbert Ernst Wiegand: Die Marburger Schule: Entstehung und frühe Entwicklung der Dialektgeographie. In: Werner Besch u. a. (Hrsg.): Dialektologie. Ein Handbuch zur deutschen und allgemeinen Dialektforschung. Halbband 1. De Gruyter, Berlin / New York 1982, S. 38–92.
- Kleiner Deutscher Sprachatlas. Im Auftrag des Forschungsinstituts für deutsche Sprache – Deutscher Sprachatlas – Marburg (Lahn) dialektologisch bearbeitet von Werner H. Veith, computativ bearbeitet von Wolfgang Putschke. Band 1: Konsonantismus, Teil 1: Plosive. Band 1: Konsonantismus, Teil 2: Frikative, Sonanten und Zusatzkonsonanten. Band 2: Vokalismus, Teil 1: Kurzvokale. Unter Mitarbeit von Lutz Hummel. Band 2: Vokalismus, Teil 2: Langvokale, Diphthonge, Kombinationskarten. Niemeyer, Tübingen 1983–1999. ISBN 3-484-24501-8.
- Roland Kehrein, Alfred Lameli, Jost Nickel: Möglichkeiten der computergestützten Regionalsprachenforschung am Beispiel des Digitalen Wenker-Atlas (DiWA). In: Jahrbuch für Computerphilologie 7 (2005), S. 149–170. Online-Version
- Alfred Lameli: Was Wenker noch zu sagen hatte … Die unbekannten Teile des „Sprachatlas des deutschen Reichs“. In: Zeitschrift für Dialektologie und Linguistik 75 (2008), S. 255–281.
- Schriften zum Sprachatlas des Deutschen Reichs (= Deutsche Dialektgeographie. Band 121). Hrsg. und bearb. von Alfred Lameli unter Mitarbeit von Johanna Heil und Constanze Wellendorf. Olms, Hildesheim 2013–2014.
  - Band 1: Handschriften: Allgemeine Texte, Kartenkommentare 1889–1897. ISBN 978-3-487-14996-7.
  - Band 2: Handschriften: Kartenkommentare 1898–1911. Druckschriften: Veröffentlichungen 1877–1895. ISBN 978-3-487-14997-4.
  - Band 3: Erläuterungen und Erschließungsmittel zu Georg Wenkers Schriften. ISBN 978-3-487-14998-1.
- Jürg Fleischer: Geschichte, Anlage und Durchführung der Fragebogen-Erhebungen von Georg Wenkers 20 Sätzen. Dokumentation, Entdeckungen und Neubewertungen (= Deutsche Dialektgeographie. Band 123). Olms, Hildesheim / Zürich / New York 2017, ISBN 978-3-487-15616-3.
- Jürg Fleischer et al. (Hrsg.): Minderheitensprachen und Sprachminderheiten. Deutsch und seine Kontaktsprachen in der Dokumentation der Wenker-Materialien (= Deutsche Dialektgeographie 126). Olms, Hildesheim 2020, ISBN 978-3-487-15934-8.
- Georg Wenker: Sprachatlas des Deutschen Reichs. Handgezeichnetes Original von Emil Maurmann, Georg Wenker und Ferdinand Wrede. Marburg 1889–1923. Publiziert als Digitaler Wenker-Atlas (DiWA) auf www.regionalsprache.de.